# Sender Lorch (Rheingau)
Der Sender Lorch (Rheingau) ist eine Sendeanlage zur Ausstrahlung von Hörfunksignalen. Er befindet sich auf der linken Rheinseite auf dem Wurschberg zwischen den Ortschaften Oberheimbach und Oberdiebach gelegen. Als Antennenträger wird ein Stahlfachwerkturm verwendet.
Von hier wird die rechtsrheinische, hessische Stadt Lorch (Rheingau) mit Hörfunkprogrammen versorgt.

## Frequenzen und Programme

### Analoger Hörfunk (UKW)
| Frequenz (MHz) | Programm                | RDS PS   | RDS PI | Regionalisierung | ERP (kW) | Richtcharakteristik rund (ND)/gerichtet (D) | Polarisation horizontal (H)/vertikal (V) |
| -------------- | ----------------------- | -------- | ------ | ---------------- | -------- | ------------------------------------------- | ---------------------------------------- |
| 90,2           | Deutschlandradio Kultur | DKULTUR_ | D220   | –                | 0,2      | D (130–350°, 50–100°)                       | H                                        |

Ursprünglich war für den Standort Lorch (Rheingau) die Inbetriebnahme eines Füllsenders für die vier Programme des Hessischen Rundfunks vorgesehen, da diese Stadt bisher komplett unversorgt ist (hr1 90,2 MHz, hr2 95,2 MHz, hr3 92,6 MHz, hr4 Südhessen 97,1 MHz). Diese Pläne wurden 2008 aufgegeben, woraufhin das Programm Deutschlandradio Kultur am 27. Juni 2012 seinen Sendebetrieb aufnehmen konnte.

### Analoges Fernsehen (PAL)
Vor der Umstellung auf DVB-T diente der Sendestandort für analoges Fernsehen auf folgenden Frequenzen:
| Kanal | Frequenz (MHz) | Programm                      | ERP (kW) | Richtcharakteristik rund (ND)/ gerichtet (D) | Polarisation horizontal (H)/ vertikal (V) |
| ----- | -------------- | ----------------------------- | -------- | -------------------------------------------- | ----------------------------------------- |
| 12    | 224,25         | Das Erste (SWR)               | 0,003    | D                                            | H                                         |
| 22    | 479,25         | Das Erste (hr)                | 0,04     | D                                            | H                                         |
| 31    | 551,25         | ZDF                           | 0,03     | D                                            | H                                         |
| 45    | 663,25         | SWR Fernsehen Rheinland-Pfalz | 0,03     | D                                            | H                                         |
| 57    | 759,25         | hr-fernsehen                  | 0,04     | D                                            | H                                         |